# Carol Ann Duffyová
Carol Ann Duffyová (* 23. prosince 1955 Glasgow) je skotská básnířka a dramatička píšící anglicky. Je otevřeně homosexuální. Ženský erotismus, a ženství obecně, je také častým námětem její poezie. Její básně jsou psány hovorovou angličtinou a jsou poměrně srozumitelné, což přispívá k jejich široké čtenosti a oblíbenosti.
Vystudovala filozofii na Liverpoolské univerzitě (1977). Byla poté šéfredaktorkou časopisu poezie Ambit a recenzentkou deníku The Guardian. Od roku 1996 je profesorkou současné poezie na Manchester Metropolitan University. Roku 2009 se stala prvním Skotem, a také první ženou v historii, která byla britskou královnou jmenována na pozici "Poet Laureate".
K jejím nejznámějším sbírkám patří Standing Female Nude (1985), Selling Manhattan (1987), za niž získala Somerset Maugham Award, nebo Rapture (2005), za kterou obdržela T. S. Eliot Prize. K jejím divadelním hrám patří Take My Husband (1982), Cavern of Dreams (1984) nebo Little Women, Big Boys (1986). Píše též verše pro děti (New & Collected Poems for Children, 2009) i obrázkové dětské knížky.